# HT-P400 ANACONDA
HT-P400 ANACONDA – polski poduszkowiec produkowany seryjnie przez firmę Hovertech S.A. w Miłoszycach pod Wrocławiem. Od 2003 użytkowany przez Państwową Straż Pożarną, Policję i inne służby ratownicze. Wykorzystywany w działaniach ratowniczych na wodzie, lodzie i lądzie w sytuacjach klęsk żywiołowych. Używany do działań saperskich, antyterrorystycznych. Sprawdza się również w turystyce – wyprawa dookoła Polski w 2002. 
Przeznaczony do transportu 4 osób: pilot + pasażerowie lub pilot + ratownik + dwie osoby poszkodowane transportowane w pozycji leżącej lub siedzącej.
Możliwość przenoszenia dźwigiem lub śmigłowcem.

## Dane techniczne
- Wymiary: długość × szerokość × wysokość: 4,1 × 2,1 × 1,6 m
- Masa własna: 300 kg
- Udźwig max: na wodzie: 300 kg; na lodzie i lądzie: 400 kg
- Silnik: Verner 75 KM 4-suw
- Zużycie paliwa: (75% mocy) 9 l/h
- Prędkość przelotowa: 50 km/h
- Prędkość max.: 90 km/h
- Wysokość unoszenia max: 25 cm
- Pokonywanie wzniesień: 15%

Korpus silnika odporny na gwałtowne i duże zmiany temperatur.
Elementy osprzętu silnika, wentylatora oraz całego zespołu odporne na działanie warunków
atmosferycznych, produktów ropopochodnych i odporne na uszkodzenia mechaniczne.
Rozruch elektryczny.
Instalacja elektryczna 12 V.
Układ zasilania paliwem umożliwia pracę urządzenia w czasie przekraczającym 2 h.
Dwa reflektory umieszczone na kabinie oświetlają teren pracy w warunkach małej widoczności.
Sterowanie wszystkimi funkcjami zespołu odbywa się z tablicy sterującej (stanowisko obsługi)
zapewniającej prawidłową widoczność newralgicznych miejsc urządzenia i nie wymusza na
obsługującym przebywania poza kabiną.
Elementy niebezpieczne, np. wirujące, wydechowe są osłonięte.
Konstrukcja zespołu zapewnia jego stabilność pracy w trudnych warunkach.